# Пароізоляція
Пароізоля́ція (англ. vapor barrier) — захист огороджувальних конструкцій будинків і споруд від проникнення водяної пари або конденсованої вологи. На відміну від гідроізоляції пароізоляція перешкоджає проникненню пари, а не рідини.
Пароізоляцією запобігають перезволожуванню і загниванню матеріалів конструкцій, втраті ними міцності або теплоізоляційних властивостей. Пароізоляція сприяє нормальній експлуатації будинків і споруд, підвищує надійність і довговічність споруд.
Для пароізоляції використовують рулонні матеріали (пергамін, руберойд, толь), бітумні мастики й емульсії, полімерні та олійні фарби, полімерні плівкові матеріали (геосинтетики або ПВХ мембрани), щільні штукатурки тa інші матеріали, що їх наносять на внутрішню поверхню зовнішніх стін, горищних і міжповерхових (над вологими приміщеннями) перекриттів, безгорищних покриттів.